# Červený domek
Červený domek Petra Bezruče, známý i jako Červený domek, je bývalé obydlí básníka Petra Bezruče v Kostelci na Hané, kde básník prožil závěr svého života. V budově je umístěna expozice s názvem Básník slezského lidu Petr Bezruč (1867–1958).

## Historie
Petr Bezruč byl v Kostelci na Hané poprvé už v roce 1895, kdy zde byl na návštěvě, a poté i v roce 1899, kdy tu byl na zdravotní dovolené. Natrvalo se do Kostelce přestěhoval v letech 1939 až 1942 a bydlel pak v Červeném domku.
V tomto sídle později s básníkem přezdívaným "Starý ještěr" bydlely i sociální pracovnice, které o něj vzhledem k pokročilému věku pečovaly. Pro různé schůze a jednání sloužil sousední objekt, tzv. Bílý domek. 31. ledna 1958 byl Bezruč kvůli krvácení do mozku převezen do fakultní nemocnice v Olomouci na neurologickou kliniku, kde 17. února 1958 ve věku 90 let zemřel.
V roce 1959 byla v domě založena pamětní síň s expozicí o životě a díle Petra Bezruče. Od roku 1989 však návštěvnost domku klesala, až v roce 2005 byla expozice uzavřena. Po roce 2014 se znovu začalo hovořit o vybudování pamětní síně a v roce 2017 padlo rozhodnutí o rekonstrukci zchátralého obydlí. Celé rekonstrukci ale předcházelo zbourání sousedního Bílého domku, který neměl historickou hodnotu, na konci ledna roku 2019. Dne 19. května 2020 byl rekonstruovaný Červený domek s novou expozicí otevřen pro veřejnost.

## Popis vzhledu a místností
Přední strana budovy byla opravena do historicky zachované podoby a je opláštěná červenými cihlami. Na pravé straně, kde původně stál Bílý domek, vznikla tzv. odpočinková zóna, kde je stojan na kola a pergola, kde mohou návštěvníci posedět. Nechybí travnatá plocha ani altánek, kousek od celého komplexu muzea, ve kterém Bezruč rád trávil volné chvíle.
Celá expozice je prezentována ve dvou přízemních místnostech domu. První patro je pro veřejnost uzavřené. První místnost je rekonstrukcí básníkova obytného pokoje, ve kterém měl pracovní část a oddychovou část. Druhá místnost obsahuje deset panelů, na kterých je pojednání o životě a díle Petra Bezruče. Uprostřed místnosti stojí vitrína s dokumenty a osobními věcmi.

## Fotogalerie

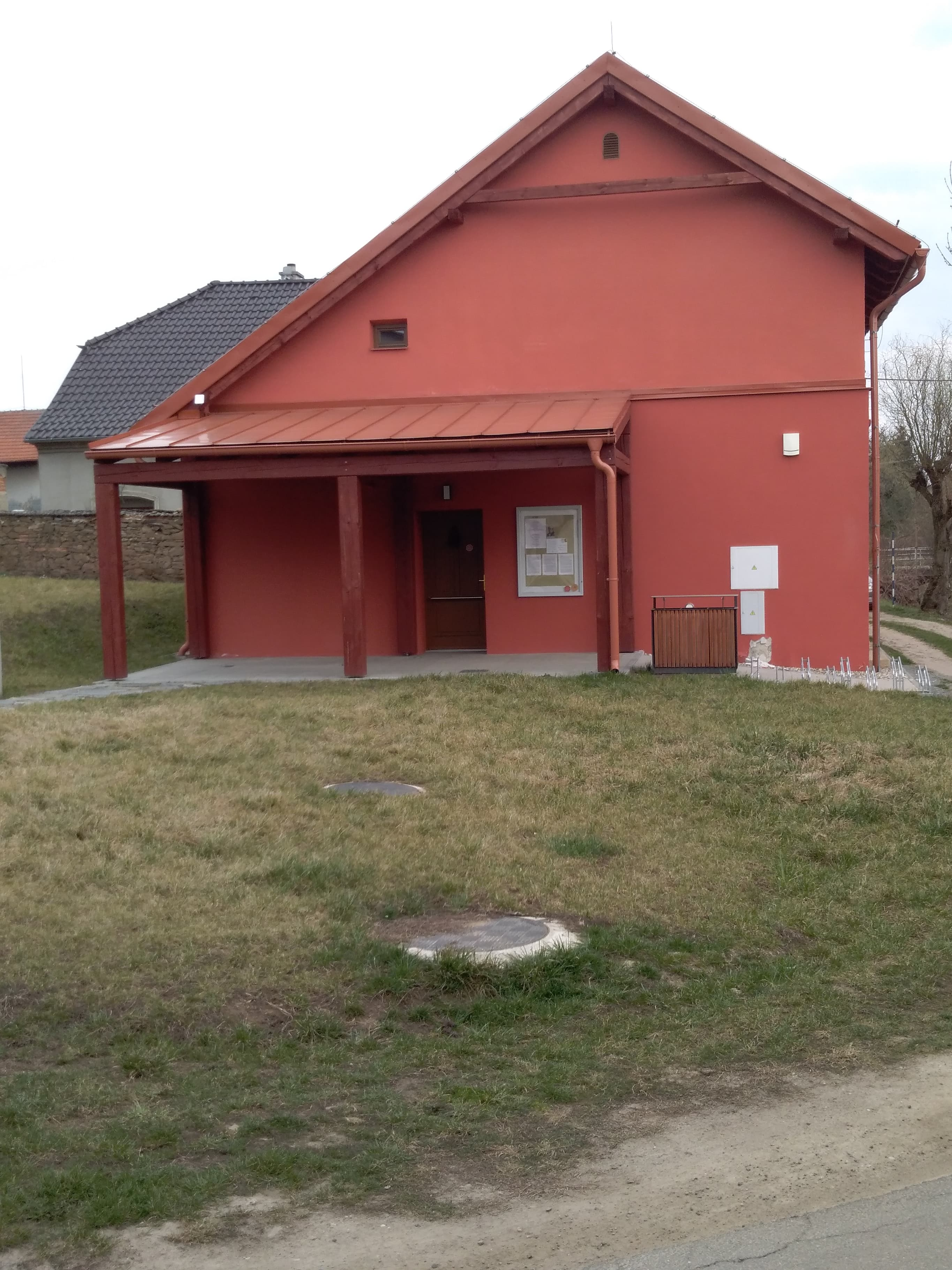
Červený domek (duben 2021)
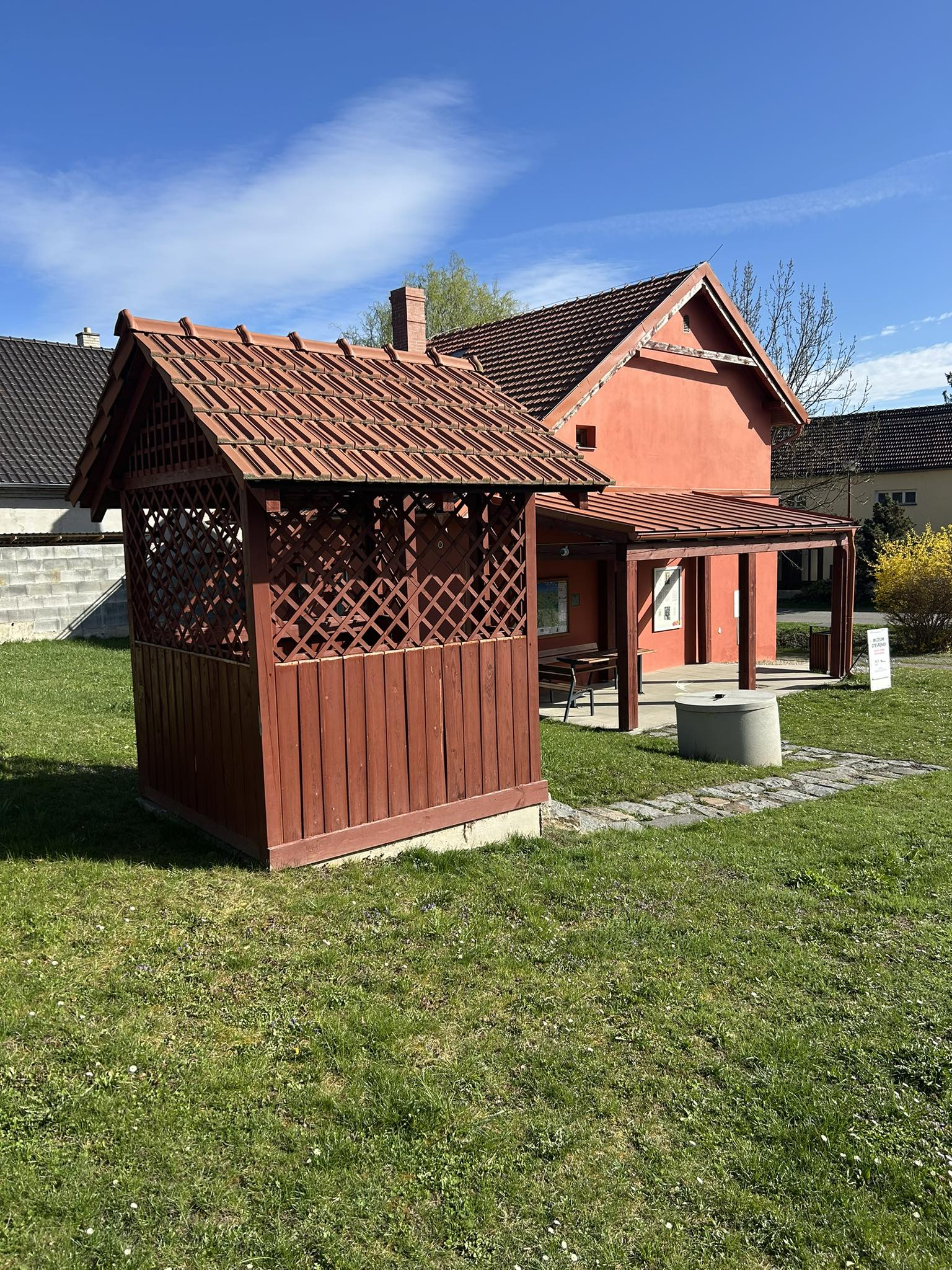
Červený domek s altánem (duben 2025)